# António Soares Carneiro

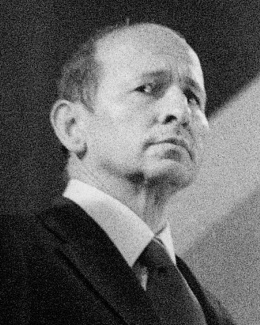
António Soares Carneiro (1980)

António da Silva Osório Braga Soares Carneiro (* 25. Januar 1928 in Custóias (Matosinhos); † 28. Januar 2014 in Lissabon) war ein portugiesischer General und Politiker.

## Leben
António da Silva Osório Soares Carneiro wurde am 25. Januar 1928 in der Gemeinde Custóias geboren. Nach seiner Grundschulzeit besuchte er das 1836 gegründete Liceu Rodrigues de Freitas in Porto.
Im Jahr 1947 meldete er sich als Freiwilliger beim Portugiesischen Heer und begann im selben Jahr mit der Grundausbildung, die er 1949 abschloss. Danach war er militärischer Ausbilder an unterschiedlichen Standorten tätig.
Als Offizier der portugiesischen Armee war er während der Nelkenrevolution, die am 25. April 1974 den Estado Novo stürzte, Gouverneur einer südlichen Provinz der portugiesischen „Überseeprovinz“ Angola. Am 15. Februar 1980 wurde er zum General befördert.
Bei den Präsidentschaftswahlen 1980 nominierte die rechtsgerichtete Partei Aliança Democrática, eine Koalition aus der Partido Social Democrata, dem CDS-PP und der Monarchistischen Volkspartei, Soares Carneiro als Kandidaten. Zwei seiner führenden Unterstützer, der Ministerpräsident Francisco Sá Carneiro und der portugiesische Verteidigungsminister Adelino Amaro da Costa, starben nahe Camarate bei einem Flugzeugabsturz auf dem Weg zu einer Kundgebung in Porto zwei Tage vor der Wahl. Die meisten Umfragen deuten darauf hin, dass die Todesfälle keinen großen Einfluss auf das Ergebnis der Präsidentschaftswahlen haben würden, da sie die Wiederwahl des Präsidenten, António Ramalho Eanes, voraussagten. Schließlich erhielt António Ramalho Eanes 56 % der Stimmen und Soares Carneiro 40 %.
Am 22. Januar 1987 erfolgte die Beförderung zum Viersternegeneral (NATO-Rangcode OF-9) und am 25. Januar 1994 beendete er schließlich seine militärische Karriere aus Altersgründen. Während seiner aktiven Zeit erhielt er mehrere nationale und ausländische Verdienstorden.
Er verstarb am 28. Januar 2014 im Militärkrankenhaus Hospital das Forças Armadas (HFAR) in Lissabon. Seine Urne wurde im Cemitério do Alto de São João bestattet.

## Auszeichnungen
Quelle
- 1962: Offizierskreuz des Ritterorden von Avis ( Portugal)
- 1973: Kommandeur des Ordens des Reiches ( Portugal)
- 1991: Großkreuz des Ordens vom Kreuz des Südens ( Brasilien)
- 1994: Großkreuz des Turm- und Schwertordens ( Portugal)
- 1994: Großkreuz des Nationalen Verdienstordens ( Frankreich)
- 1994: Großkreuz des Verdienstordens für Soziale Sicherheit ( Südkorea)